# Carl Holsøe

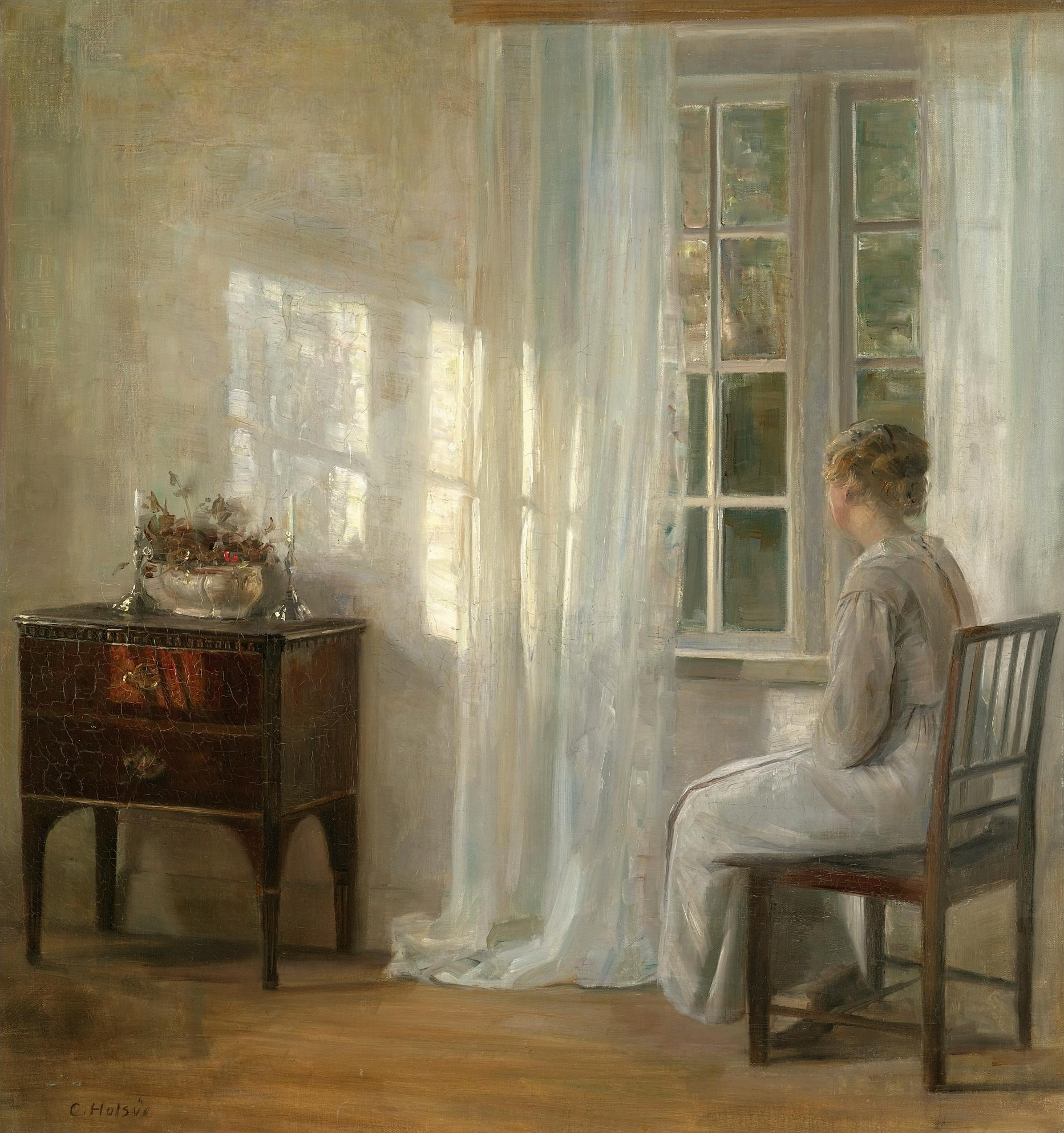
Am Fenster

Carl Vilhelm Holsøe (* 12. März 1863 in Aarhus; † 7. November 1935 in Asserbo im nördlichen Teil der Insel Seeland) war ein dänischer Maler.

## Leben
Holsøe studierte von 1882 bis 1884 an der Königlich Dänischen Kunstakademie in Kopenhagen und danach an der Freien Kunstschule bei Peder Severin Krøyer. Auch sein jüngerer Bruder Niels Holsøe wurde Maler.
Carl Holsøe heiratete 1894 Emilie Heise. Er erhielt mehrere Stipendien, darunter 1897 für einen Aufenthalt in Italien.
Carl Holsøe debütierte im Dezember 1886 mit einer Darstellung eines Wohnraumes nach der Art der niederländischen Maler des 17. Jahrhunderts. Das Werk wurde zum Vorbild seines weiteren Schaffens. Neben den Innenszenen malte Holsøe manchmal auch Stillleben, Porträts und Landschaften.
Von 1888 bis 1910 und von 1922 bis 1933 zeigte er seine Werke auf der Frühlingsausstellung der Charlottenborger Kunsthalle und in den Jahren 1909 und 1914 auf der Herbstausstellung. Seine Werke brachten ihm viele Auszeichnungen.
Auf einem Fünferporträt zeigte Holsøe 1901 seinen Freundeskreis: Vilhelm Hammershøi, dessen Bruder Svend Hammershøi, Jens Ferdinand Willumsen, Karl Madsen und Thorvald Bindesbøll.
Seine Ehefrau Emilie starb im Jahre 1930. Am 21. Oktober 1935, zwei Wochen vor seinem Tod, heiratete er Ingeborg Margrethe Knudsen.